# Vladímir Semenets
Vladímir Ivánovich Semenets –en ruso, Владимир Иванович Семенец– (Volsk, 9 de enero de 1950) es un deportista soviético que compitió en ciclismo en la modalidad de pista, especialista en la prueba de tándem.
Participó en los Juegos Olímpicos de Múnich 1972, obteniendo la medalla de oro en la prueba de tándem (haciendo pareja con Igor Tselovalnikov). Ganó cinco medallas en el Campeonato Mundial de Ciclismo en Pista entre los años 1970 y 1977.

## Medallero internacional
| Juegos Olímpicos   | Juegos Olímpicos             | Juegos Olímpicos  | Juegos Olímpicos            |
| Año                | Lugar                        | Medalla           | Competición                 |
| ------------------ | ---------------------------- | ----------------- | --------------------------- |
| 1972               | Múnich ( RFA)                | Medalla de oro    | Tándem                      |
| Campeonato Mundial |                              |                   |                             |
| Año                | Lugar                        | Medalla           | Competición                 |
| 1970               | Leicester ( Reino Unido)     | Medalla de bronce | Persecución por equipos (A) |
| 1973               | San Sebastián ( España)      | Medalla de plata  | Tándem (A)                  |
| 1974               | Montreal ( Canadá)           | Medalla de plata  | Tándem (A)                  |
| 1976               | Monteroni di Lecce ( Italia) | Medalla de bronce | Tándem (A)                  |
| 1977               | San Cristóbal ( Venezuela)   | Medalla de plata  | Tándem (A)                  |